# Curt Masreliez
Curt Masreliez (uttalas Mareljé), folkbokförd Kurt Jean Louis Edvard Masreliez, född 19 juli 1919 i Göteborg, död 21 juni 1979 i Oscars församling i Stockholm, var en svensk skådespelare.

## Biografi

### Skådespelarkarriär

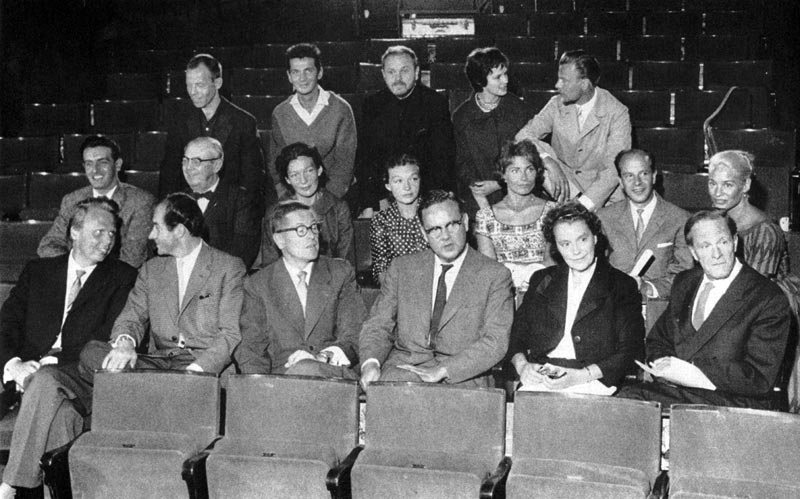
Masreliez (nedersta raden, andra från vänster) tillsammans med TV-teaterensemblen säsongen 1959/1960.

Masreliez bedrev teaterstudier för Julia Håkansson 1938. Han blev engagerad vid Helsingborgs stadsteater 1939–1940, Vasateatern i Stockholm 1941–1943 och Malmö stadsteater 1944–1948.
För ett år återvände han till Vasateatern 1948–1949 sedan blev det Södra teatern i Malmö och Riksteatern 1949-1951, Uppsala stadsteater 1951–1952, Göteborgs stadsteater 1952–1955, Lilla teatern, Intiman, Dramaten och Oscarsteatern 1955–1959, TV-teatern 1959–1960 och från 1962. Han var verksam vid Stockholms stadsteater 1960–1962, Dramaten 1964–1966 och Sandrewkoncernen 1966.
Han medverkade även i många svenska filmer.
Därefter frilansade han samt var verksam som regissör och talpedagog. Masreliez är begravd på Norra begravningsplatsen utanför Stockholm.

### Privatliv
Curt Masreliez var son till direktör Edvard Masreliez och Edit Johannesdotter.
Han var gift flera gånger, 1951–1952 med skådespelerskan Maj-Britt Håkansson (född 1919), 1954–1958 med journalisten Gunnel Moe, född Hessel (1923–1980), och 1960–1968 med Ingrid Elvander (1915–1991) som var dotter till Svenska Dagbladets redaktör Ivar Anderson och Märta Elfverson.

## Filmografi i urval
- 1939 – Frun tillhanda
- 1939 – Melodin från Gamla Stan
- 1939 – Filmen om Emelie Högqvist
- 1940 – Snurriga familjen
- 1941 – Lasse-Maja
- 1941 – Gatans serenad
- 1942 – En äventyrare
- 1942 – Fallet Ingegerd Bremssen
- 1943 – Anna Lans
- 1944 – En dotter född
- 1944 – Räkna de lyckliga stunderna blott
- 1944 – Örnungar
- 1944 – Stopp! Tänk på något annat
- 1944 – Den heliga lögnen
- 1947 – Jag älskar dig, Karlsson!
- 1947 – Brott i sol
- 1947 – Vår Herre tar semester
- 1948 – Kvinnan gör mig galen
- 1949 – Fängelse
- 1950 – Fästmö uthyres
- 1954 – Ung sommar
- 1955 – Mord, lilla vän
- 1956 – Där möllorna gå...
- 1958 – Kvinna i leopard
- 1958 – Jazzgossen
- 1959 – Bara en kypare
- 1961 – Ljuvlig är sommarnatten
- 1961 – Stöten
- 1964 – Drömpojken
- 1967 – Mördaren – en helt vanlig person
- 1973 – Emil och griseknoen

## TV-produktioner i urval
- 1954 - När man köper julklappar
- 1955 - Leka med elden
- 1959 – Det var en annan historia (TV-teater)
- 1959 - Älska
- 1959 - Den inbillade sjuke
- 1959 - Pojken Winslow
- 1960 - Ung och grön
- 1960 - Oväder
- 1960 - Simon och Laura
- 1960 - Slå nollan till polisen
- 1960 - Glas vatten, Ett
- 1961 - Jag äter middag hos min mor
- 1962 - Välkomstmiddag
- 1962 - Kollektionen
- 1963 - Misantropen
- 1963 - Ett Drömspel
- 1963 - Gertrud
- 1963 - Anna Sophie Hedvig
- 1963 - Fan ger ett anbud
- 1963 - Någon av er
- 1963 - Möblemang i ek
- 1964 - Markisinnan
- 1964 - Älskaren
- 1966 - Patrasket
- 1967 - Proviekationer
- 1967 - Etienne
- 1968 - Jag talar om Jerusalem
- 1968 - Nina
- 1969 - Tigerlek
- 1973 - Pappas pojkar, avsnitt 3

## Teater

### Roller (ej komplett)
| År   | Roll                     | Produktion | Regi                 | Teater                                  |
| ---- | ------------------------ | --- | -------------------- | --------------------------------------- |
| 1939 | Fred Dyson               | I nöd och lust J.B. Priestley                                                                                         | Rudolf Wendbladh     | Helsingborgs stadsteater                |
| 1939 | Liseo                    | Kärleken gör under Lope de Vega                                                                                       | Rudolf Wendbladh     | Helsingborgs stadsteater                |
| 1939 | Redpenny                 | Doktorns dilemma George Bernard Shaw                                                                                  | Rudolf Wendbladh     | Helsingborgs stadsteater                |
| 1939 | Donald                   | Koppla av! Moss Hart och George S. Kaufman                                                                            | Rudolf Wendbladh     | Helsingborgs stadsteater                |
| 1940 |                          | Kungen och trolltuppen Ingo Frölich                                                                                   | Rudolf Wendbladh     | Helsingborgs stadsteater                |
| 1940 | Dick Jones               | Min hustru — Dr. Carson St. John Ervine                                                                               | Rudolf Wendbladh     | Helsingborgs stadsteater                |
| 1940 | Whit                     | Möss och människor John Steinbeck                                                                                     | Rudolf Wendbladh     | Helsingborgs stadsteater                |
| 1942 | Axel Brandt              | Lille Napoleon Paul Sarauw                                                                                            | Max Hansen           | Vasateatern                             |
| 1942 | Victor                   | I vår Herres hage Josef Čapek och Karel Čapek                                                                         | Gösta Folke          | Vasateatern                             |
| 1942 |                          | Min syster Eileen Joseph Fields och Jerome Chodorov                                                                   | Gösta Folke          | Vasateatern                             |
| 1944 |                          | En midsommarnattsdröm William Shakespeare                                                                             | Sandro Malmquist     | Malmö stadsteater                       |
| 1944 |                          | Vår unge Jean de Létraz                                                                                               | Anders Frithiof      | Malmö stadsteater                       |
| 1945 | Christian de Neuvillette | Cyrano de Bergerac Edmond Rostand                                                                                     | Sandro Malmquist     | Malmö Stadsteater                       |
| 1945 |                          | Hamlet William Shakespeare                                                                                            | Sandro Malmquist     | Malmö Stadsteater                       |
| 1946 |                          | Sankta Johanna George Bernard Shaw                                                                                    | Sandro Malmquist     | Malmö Stadsteater                       |
| 1946 | Kaj Hesster              | Rakel och biografvaktmästaren Ingmar Bergman                                                                          | Ingmar Bergman       | Malmö stadsteater                       |
| 1948 | Peter Shay               | Jane W. Somerset Maugham                                                                                              | Ernst Eklund         | Vasateatern                             |
| 1949 | Leander                  | Maskerad Ludvig Holberg                                                                                               | Gunnar Skoglund      | Vasateatern                             |
| 1949 | Lucien                   | Kiki André Picard | Martha Lundholm      | Vasateatern                             |
| 1949 | William Seawright        | Kära Ruth Norman Krasna                                                                                               | Gösta Cederlund      | Vasateatern                             |
| 1950 | Gérard                   | Nina André Roussin | Per-Axel Branner     | Södra Teatern i Malmö                   |
| 1950 | Anthony James Marston    | Tio små niggerpojkar Agatha Christie                                                                                  | Börje Mellvig        | Riksteatern                             |
| 1952 |                          | Trettondagsafton William Shakespeare                                                                                  | Sandro Malmquist     | Skansens friluftsteater                 |
| 1952 |                          | Ett huvud kortare Marcel Aymé                                                                                         | Helge Wahlgren       | Göteborgs stadsteater, Augusti 1952     |
| 1952 |                          | Dans under stjärnorna Jean Anouilh                                                                                    | Helge Wahlgren       | Göteborgs stadsteater, hösten 1952      |
| 1953 |                          | En skojares dagbok Aleksandr Ostrovskij                                                                               | Josef Halfen         | Göteborgs stadsteater, 28 mars 1953     |
| 1953 |                          | Swedenhielms Hjalmar Bergman                                                                                          | Kurt-Olof Sundström  | Göteborgs stadsteater, 15 oktober 1953  |
| 1953 | En främling              | Frun från havet Henrik Ibsen                                                                                          | Torsten Hammarén     | Göteborgs stadsteater, 26 november 1953 |
| 1954 | Gustav III               | Gustav III August Strindberg                                                                                          | Bengt Lagerkvist     | Göteborgs stadsteater, 13 januari 1954  |
| 1954 |                          | Rövarna på Hunneberg Rune Lindström                                                                                   | Sandro Malmquist     | Skansens friluftsteater                 |
| 1955 | Mackie Kniven            | Tolvskillingsoperan Bertolt Brecht och Kurt Weill                                                                     | Knut Ström           | Göteborgs stadsteater                   |
| 1955 | File                     | Regnmakaren (The Rainmaker) N. Richard Nash                                                                           | Frank Sundström      | Nya Teatern                             |
| 1956 | Edward Churt             | Min fru på drift Noël Coward                                                                                          | Per-Axel Branner     | Lisebergsteatern                        |
| 1956 |                          | Trojanska kriget blir inte av Jean Giraudoux                                                                          | Lars-Levi Laestadius | Malmö stadsteater                       |
| 1957 | Krasnov                  | Ninotchka Marc-Gilbert Sauvajon                                                                                       | Sven Lindberg        | Intiman                                 |
| 1957 | Glumov                   | En skojares dagbok (На всякого мудреца довольно простоты, Na vsjakogo mudreca dovol’no prostoty) Aleksandr Ostrovskij | Josef Halfen         | Lilla Teatern                           |
| 1958 | Jeremy Warrender         | Spindelnätet (The Spider's Web) Agatha Christie                                                                       | Gösta Cederlund      | Lilla Teatern                           |
| 1958 | Baronen                  | Jeppe på berget (Jeppe paa Bierget) Ludvig Holberg                                                                    | Josef Halfen         | Lilla Teatern                           |
| 1958 | Mr Paravicini            | Råttfällan Agatha Christie                                                                                            | Börje Mellvig        | Blancheteatern                          |
| 1958 | Ludvig XV                | Madame Pompadour Rudolf Schanzer, Ernst Welisch och Leo Fall                                                          | Ivo Cramér           | Oscarsteatern                           |
| 1960 | Fader Domineer, pastor   | Tuppen Seán O'Casey                                                                                                   | Lars-Levi Laestadius | Stockholms stadsteater                  |
| 1961 | Hertigen av Venedig      | Othello William Shakespeare                                                                                           | Birgit Cullberg      | Stockholms stadsteater                  |
| 1961 | Olle Bråhn, konstnär     | Tuppfäktning Erik Müller                                                                                              | Per Verner-Carlsson  | Stockholms stadsteater                  |
| 1962 | Max den namnlöse         | Sagoprinsen Vilhelm Moberg                                                                                            | Carl Johan Ström     | Stockholms stadsteater                  |
| 1963 | Don Felix                | Hus med dubbel ingång Pedro Calderón de la Barca                                                                      | Tore Karte           | Fredriksdalsteatern                     |
| 1966 |                          | Omaka par Neil Simon                                                                                                  | Stig Ossian Eriksson | Intiman                                 |
| 1970 | Michail                  | En månad på landet Ivan Turgenev                                                                                      | John Zacharias       | Norrköping-Linköping stadsteater        |
| 1970 | Robert Grötzinger        | Berättelser från Landshut Martin Sperr                                                                                | Lars Gerhard Norberg | Norrköping-Linköping stadsteater        |

## Radioteater

### Roller
| År   | Roll             | Produktion                                       | Regi               |
| ---- | ---------------- | ------------------------------------------------ | ------------------ |
| 1956 | Avdelningschefen | Tempo, tempo (Der Terminkalender) Max Gundermann | Åke Falck          |
| 1958 | Robert Strandell | Flyg fula fluga... Folke Mellvig                 | Carl-Otto Sandgren |